# Proteasiska
Proteasiska (Crithagra leucoptera) är en fågel i familjen finkar inom ordningen tättingar. Arten är endemisk för sydvästra Kapprovinsen i Sydafrika, där den främst lever av växten protea, som den fått sitt trivialnamn ifrån.

## Utseende och läte

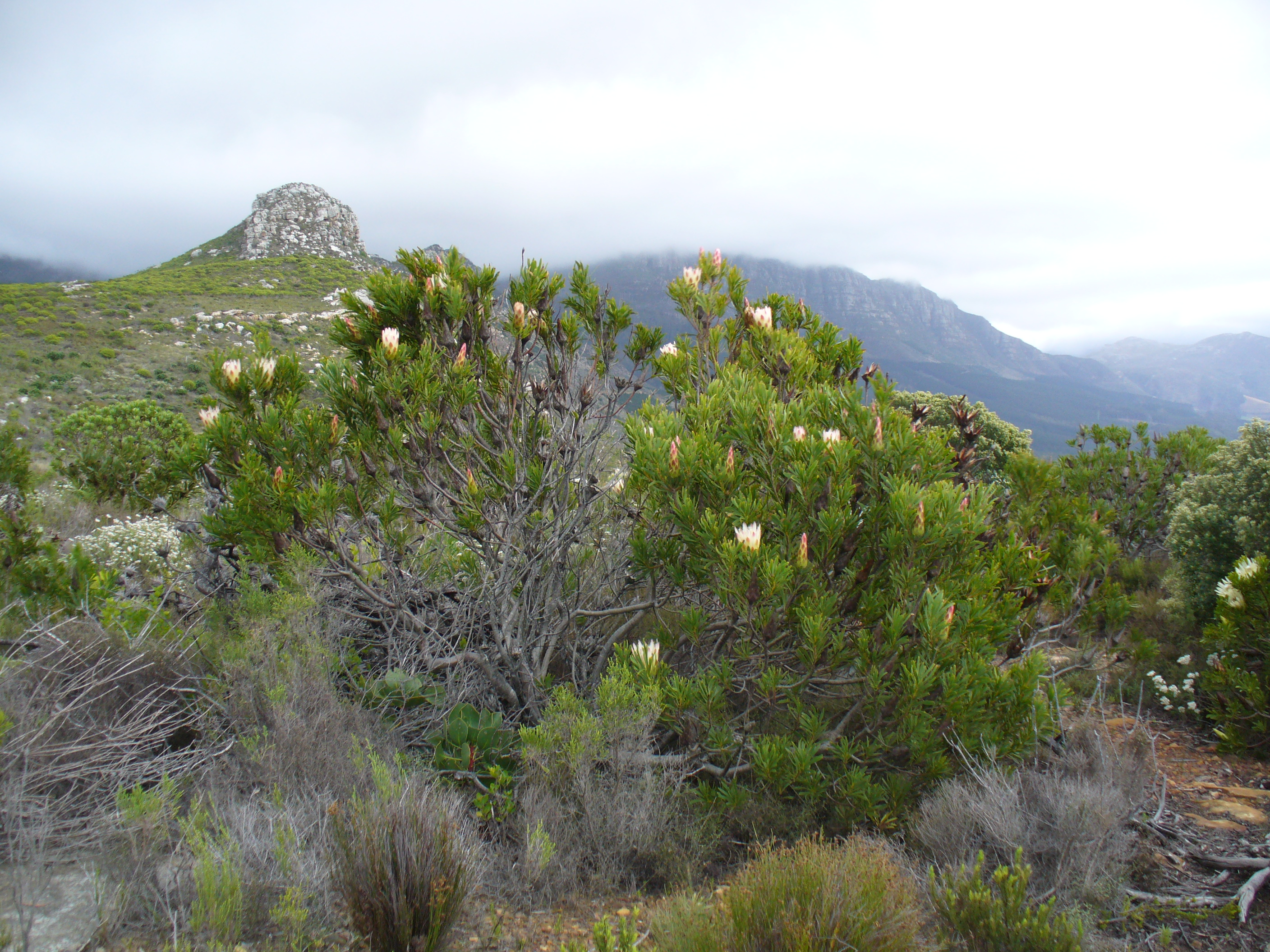
Proteasiskan lever främst på frön från olika arter av protea, varför den endast uppträder i områden där dessa växter förekommer.

Proteasiskan mäter 15–16 cm och har en mycket kraftig blekt rosagrå näbb. Den är en oansenlig fågel som ofta håller sig dold och främst uppmärksammas på sitt lockläte "tri-li-loo". I adult dräkt har den gråbrun ovansida och huvud, vit strupe och dubbla vita vingband. Ett något ljusare ögonbrynsstreck ger den en bister uppsyn. Undersidan är ljusare gråbrun, vitare mot undergumpen, med mörka streck. Könen är lika medan ungfåglar har kraftigare streckad undersida. Sången är hög och varierad med drillar och mycket härmningar.

## Utbredning och systematik
Den förekommer endemiskt i områden med växten protea i bergstrakter och på hedar i sydvästra Kapprovinsen i Sydafrika. Dess utbredningsområde sträcker sig inte till kusten.

### Släktestillhörighet
Tidigare placerades den i släktet Serinus, men DNA-studier visar att den, liksom ett stort antal afrikanska arter endast är avlägset släkt med exempelvis gulhämpling (S. serinus) varför de istället placeras i släktet Crithagra.

## Ekologi
Proteasiskan bygger ett öppet skålformat rede av fina grenar och växtmaterial som fodras med växtdun. Boet placeras i en tät buske. Den är mindre sällskaplig än många andra närbesläktade arter, och tenderar att uppträda ensamma eller i par, och endast sällsynt i mindre grupper. Den håller sig mest i tät vegetation och är svår att få syn på. När den väl flyger upp landar den snabbt igen. Den lever främst på frön från olika arter av protea, men även från korgblommiga växter, halvgräs och andra växter. Den äter även mindre mängder frukt, nektar och skott. Ibland äter den även insekter.

## Status och hot
Proteasiskan har en rätt stor världspopulation som uppskattas bestå av mellan 250 000 och 600 000 vuxna individer. Den tros dock minska i antal, så pass att internationella naturvårdsunionen IUCN kategoriserar arten som nära hotad.